# 地方交付税
地方交付税（ちほうこうふぜい）は、日本の財政制度のひとつ。国が地方公共団体（都道府県及び市町村をいう。）の財源の偏在を調整することを目的とした地方財政調整制度である。

## 目的
地方交付税は、地方公共団体の運営の自主性を損なうことなくその財源の均衡化を図り、国が必要な財源の確保と交付基準の設定を行い、地方行政の計画的な運営を保障することによって地方自治の本旨の実現と地方公共団体の独立性を強化することを目的としている。

### 財源の調整
全国の地方公共団体は、基礎的、広域的な行政機関としてその規模、機能、能力、運営の内容について、一定以上の均質的な水準が要求されるが、これらを賄う原資となる地方公共団体の税収入は、全国的に見た場合、地域の地理的、経済的、社会的環境によって著しく偏在している。そのため、国が地方交付税を交付することにより、税収入（財源）の偏在を是正し、地方公共団体間の不均衡や過不足を調整し、均衡化を図っている。

### 財源の確保（マクロ）
地方交付税の原資は国税の一定割合と法定されており、このことによって地方交付税の総額が国の予算において確保されている。また、国が策定する地方財政計画において、地方財政のマクロの財政需要が確定され、必要な財政措置（地方交付税、地方債）が国において行われる。

### 財源の確保（ミクロ）
個々の地方公共団体に交付される地方交付税の額は一律の基準に基づき算出されるが、このことによって、個々の地方公共団体において必要な財源が確保されることとなる。

## 原資
地方交付税の原資は、国税のうち下記のものとなっている（地方交付税法6条）。
- 所得税の33.1%
- 酒税の50%
- 法人税の33.1%
- 消費税の19.5%
- 地方法人税の100%

上記の割合は法定のものであるので、国税の収入に基づき、地方交付税の総額はほぼ自動的に確定される（なお、地方交付税の原資には、国の会計間の借入金、返済金など財政技術的なものも含まれるが、本章では割愛する）。
なお、2001年（平成13年）度から制度の見直しとして、臨時財政対策債制度が創設され、本来地方交付税として自治体に交付される額の一部について、該当する自治体自らに地方債を発行させて調達することになった。該当項目を参照。
平成26年の地方交付税法改正により、地方法人税が原資として追加され、平成27年改正により、たばこ税が原資から除外された。

## 地方交付税の性格

### 地方公共団体の固有の財源であること
目的の項で述べたとおり、地方交付税は財源の偏在を調整するための制度であり、地方公共団体の固有かつ共有の財源である。原資は国税の一定割合となっているが、これは国が地方公共団体に代わって便宜的に一括徴収している、自主財源の地方税であるとされている。

### 地方公共団体の一般財源であること
地方交付税は国庫支出金と異なり、使途が限定されない一般財源である。そのため、使用目的を定めた増額･減額はできない。

### 国と地方の税収の補完をしていること
国と地方の支出の比率は2対3と言われているが、税収入の比率は逆に3対2となっている。国が地方公共団体へ地方交付税を交付することにより、この比率の補完を図っている。

## 地方交付税の種類
地方交付税には普通交付税（交付税総額の94%）と特別交付税（交付税総額の6%）の2種類がある（地方交付税法6条の2）。

### 普通交付税
- 一般的な財政需要（日々の行政運営に必要な経費）に対する財源不足額に見合いの額として算定され交付される。
- 財源不足額の算定は地方交付税法の規定に基づく一定の計算方法により行われるが、基準財政需要額に対して基準財政収入額が超過しているとされた地方公共団体に対しては地方交付税は交付されない。このような地方公共団体を「不交付団体」という。この算定の基準となる指標の1つに財政力指数がある[2]。
- 総務大臣は、毎年度、交付すべき普通交付税の額を遅くとも毎年8月31日までに決定しなければならないと定められている（地方交付税法10条3項）。
- 2023年（令和5年）度の不交付団体は、都道府県では東京都（昭和29年度の交付税制度発足以来引き続いている[3]）のみ、市町村では76団体である[4]。

#### 普通交付税不交付団体の一覧（2024年〈令和6年〉度）
この節の出典。かっこ内は該当自治体の数。
- 都道府県分(1)：東京都（東京23区については、都と合算して計算される（地方交付税法21条））
- 市町村分(82)（3年度連続で増加）

特に恒常的に普通交付税が不交付となっている団体は、発電所や飛行場等があることにより人口に比して固定資産税収入が多いか、産業が発展しているため所得税と固定資産税収入が多いことによる。
| 地方          | 都道府県名  | 自治体名 | 備考 |
| ------------- | ----------- | -------- | --- |
| 北海道地方(1) | 北海道(1)   | 泊村     | 泊原子力発電所が所在。                                                                                    |
| 東北地方(6)   | 青森県(1)   | 六ヶ所村 | 六ヶ所原子燃料サイクル施設、むつ小川原国家石油備蓄基地が所在。                                            |
| 東北地方(6)   | 宮城県(1)   | 大和町   | 北部中核工業団地が所在。                                                                                  |
| 東北地方(6)   | 福島県(4)   | 西郷村   | |
| 東北地方(6)   | 福島県(4)   | 広野町   | |
| 東北地方(6)   | 福島県(4)   | 大熊町   | 福島第一原子力発電所が所在。                                                                              |
| 東北地方(6)   | 福島県(4)   | 新地町   | |
| 関東地方(36)  | 茨城県(3)   | つくば市 | 日本最大級の学術都市である筑波研究学園都市が所在。施行時特例市。                                          |
| 関東地方(36)  | 茨城県(3)   | 神栖市   | 鹿島臨海工業地帯、鹿島港、鹿島火力発電所が所在。                                                          |
| 関東地方(36)  | 茨城県(3)   | 東海村   | 東海第二原子力発電所、常陸那珂火力発電所、原子力科学研究所などが所在。                                    |
| 関東地方(36)  | 群馬県(1)   | 明和町   | 2024年（令和6年）度に交付団体から不交付団体になった。                                                     |
| 関東地方(36)  | 埼玉県(5)   | 戸田市   | 印刷工場・物流センター等が多数所在、戸田競艇場が所在。                                                    |
| 関東地方(36)  | 埼玉県(5)   | 朝霞市   | 本田技研工業のグループ会社の研究開発施設などが所在。2024年（令和6年）度に交付団体から不交付団体になった。 |
| 関東地方(36)  | 埼玉県(5)   | 和光市   | 本田技研工業の事業所やグループ会社の研究開発施設などが所在。                                              |
| 関東地方(36)  | 埼玉県(5)   | 八潮市   | 県内第3の工業地帯であり、首都圏新都市鉄道つくばエクスプレスの開業により開発が進行。                       |
| 関東地方(36)  | 埼玉県(5)   | 三芳町   | |
| 関東地方(36)  | 千葉県(8)   | 市川市   | |
| 関東地方(36)  | 千葉県(8)   | 成田市   | 成田空港の大部分が所在。                                                                                  |
| 関東地方(36)  | 千葉県(8)   | 市原市   | 製造品出荷額全国第2位で、日本を代表する工業都市である。                                                   |
| 関東地方(36)  | 千葉県(8)   | 君津市   | 2024年（令和6年）度に交付団体から不交付団体になった。                                                     |
| 関東地方(36)  | 千葉県(8)   | 浦安市   | 京葉工業地域、東京ディズニーリゾートや関連ホテルが所在。                                                  |
| 関東地方(36)  | 千葉県(8)   | 袖ケ浦市 | 京葉工業地域、石油化学コンビナート、袖ケ浦火力発電所が所在。                                              |
| 関東地方(36)  | 千葉県(8)   | 印西市   | |
| 関東地方(36)  | 千葉県(8)   | 芝山町   | 成田空港に隣接し、臨空工業団地が所在。                                                                    |
| 関東地方(36)  | 東京都(12)  | 立川市   | 市民税の納税額が高い。                                                                                    |
| 関東地方(36)  | 東京都(12)  | 武蔵野市 | 市民税の納税額が高い。                                                                                    |
| 関東地方(36)  | 東京都(12)  | 三鷹市   | 市民税の納税額が高い。                                                                                    |
| 関東地方(36)  | 東京都(12)  | 府中市   | 東芝・NEC・サントリー等の工場、東京競馬場が所在。                                                         |
| 関東地方(36)  | 東京都(12)  | 昭島市   | 2024年（令和6年）度に交付団体から不交付団体になった。                                                     |
| 関東地方(36)  | 東京都(12)  | 調布市   | 市民税の納税額が高い。                                                                                    |
| 関東地方(36)  | 東京都(12)  | 小金井市 | |
| 関東地方(36)  | 東京都(12)  | 小平市   | 2024年（令和6年）度に交付団体から不交付団体になった。                                                     |
| 関東地方(36)  | 東京都(12)  | 国分寺市 | |
| 関東地方(36)  | 東京都(12)  | 国立市   | |
| 関東地方(36)  | 東京都(12)  | 多摩市   | 多摩ニュータウン、京王電鉄他グループ会社本社等が所在。                                                    |
| 関東地方(36)  | 東京都(12)  | 瑞穂町   | |
| 関東地方(36)  | 神奈川県(7) | 川崎市   | 政令指定都市。                                                                                            |
| 関東地方(36)  | 神奈川県(7) | 鎌倉市   | 別荘地・観光地が所在。                                                                                    |
| 関東地方(36)  | 神奈川県(7) | 藤沢市   | |
| 関東地方(36)  | 神奈川県(7) | 厚木市   | 工業団地、工場等が多数所在。施行時特例市。                                                                |
| 関東地方(36)  | 神奈川県(7) | 海老名市 | |
| 関東地方(36)  | 神奈川県(7) | 寒川町   | |
| 関東地方(36)  | 神奈川県(7) | 箱根町   | 別荘地・観光地が所在。                                                                                    |
| 中部地方(32)  | 新潟県(2)   | 聖籠町   | 東新潟火力発電所、工業専用港の新潟東港が所在。                                                            |
| 中部地方(32)  | 新潟県(2)   | 刈羽村   | 柏崎刈羽原子力発電所が所在。                                                                              |
| 中部地方(32)  | 福井県(3)   | 美浜町   | 美浜発電所が所在。                                                                                        |
| 中部地方(32)  | 福井県(3)   | 高浜町   | 高浜発電所が所在。                                                                                        |
| 中部地方(32)  | 福井県(3)   | おおい町 | 大飯発電所が所在。                                                                                        |
| 中部地方(32)  | 山梨県(3)   | 昭和町   | 工業団地、テルモ・住友電工・パナソニック等工場が所在。                                                    |
| 中部地方(32)  | 山梨県(3)   | 忍野村   | ファナックの本社・工場が所在。                                                                            |
| 中部地方(32)  | 山梨県(3)   | 山中湖村 | |
| 中部地方(32)  | 長野県(1)   | 軽井沢町 | 別荘地・観光地が所在。                                                                                    |
| 中部地方(32)  | 静岡県(4)   | 富士市   | 施行時特例市。                                                                                            |
| 中部地方(32)  | 静岡県(4)   | 御殿場市 | |
| 中部地方(32)  | 静岡県(4)   | 湖西市   | |
| 中部地方(32)  | 静岡県(4)   | 長泉町   | 東レ・協和発酵・東海製紙等工場が多数所在。                                                                |
| 中部地方(32)  | 愛知県(19)  | 名古屋市 | 2024年（令和6年）度に交付団体から不交付団体になった。政令指定都市。                                       |
| 中部地方(32)  | 愛知県(19)  | 岡崎市   | 中核市。                                                                                                  |
| 中部地方(32)  | 愛知県(19)  | 碧南市   | 臨海工業地帯が所在。                                                                                      |
| 中部地方(32)  | 愛知県(19)  | 刈谷市   | トヨタ車体・デンソー・豊田織機・アイシンの本社・工場、愛知製鋼の工場が所在。                              |
| 中部地方(32)  | 愛知県(19)  | 豊田市   | トヨタ自動車本社や工場、関連企業の工場が多数所在。製造品出荷額全国第1位。中核市。                         |
| 中部地方(32)  | 愛知県(19)  | 安城市   | 豊田自動織機工場・デンソーとアイシン精機の工場が所在。                                                    |
| 中部地方(32)  | 愛知県(19)  | 小牧市   | 名古屋飛行場、自衛隊小牧基地、住友理工・三友工業の本社、自動車・航空産業の工場が所在。                    |
| 中部地方(32)  | 愛知県(19)  | 東海市   | 愛知製鋼本社や工場が多数所在。                                                                            |
| 中部地方(32)  | 愛知県(19)  | 大府市   | 豊田自動織機などの工場が多数所在。                                                                        |
| 中部地方(32)  | 愛知県(19)  | 高浜市   | トヨタ車体精工本社工場などの工場が多数所在。                                                              |
| 中部地方(32)  | 愛知県(19)  | 日進市   | |
| 中部地方(32)  | 愛知県(19)  | 田原市   | |
| 中部地方(32)  | 愛知県(19)  | みよし市 | トヨタ自動車の工場が所在。                                                                                |
| 中部地方(32)  | 愛知県(19)  | 長久手市 | |
| 中部地方(32)  | 愛知県(19)  | 豊山町   | 町面積の1/3を名古屋飛行場が占める。三菱重工の工場が所在。                                                 |
| 中部地方(32)  | 愛知県(19)  | 大口町   | ヤマザキマザック・オークマ・東海理化の本社や工場が所在。                                                  |
| 中部地方(32)  | 愛知県(19)  | 飛島村   | 名古屋港臨海工業地域・コンテナターミナル、飛島火力発電所が所在。                                          |
| 中部地方(32)  | 愛知県(19)  | 武豊町   | |
| 中部地方(32)  | 愛知県(19)  | 幸田町   | 中部工業団地やデンソー等自動車関連の工場が多数所在。                                                      |
| 近畿地方(5)   | 三重県(2)   | 四日市市 | 四日市コンビナートを中心に石油化学系企業が多数所在。施行時特例市。                                        |
| 近畿地方(5)   | 三重県(2)   | 川越町   | 川越火力発電所が所在。                                                                                    |
| 近畿地方(5)   | 京都府(1)   | 久御山町 | コカコーラ京都工場などのある久御山工業団地、巨椋池開拓地が所在。                                          |
| 近畿地方(5)   | 大阪府(1)   | 田尻町   | 町面積の2/3を関西国際空港が占める。                                                                       |
| 近畿地方(5)   | 兵庫県(1)   | 芦屋市   | 六麓荘町などの高級住宅地が多数所在。                                                                      |
| 中国地方      | なし        | なし     | なし |
| 四国地方      | なし        | なし     | なし |
| 九州地方(2)   | 福岡県(1)   | 苅田町   | 北九州空港、苅田臨空産業団地、苅田発電所が所在。                                                          |
| 九州地方(2)   | 佐賀県(1)   | 玄海町   | 玄海原子力発電所が所在。                                                                                  |
| 沖縄地方      | なし        | なし     | なし |

2024年（令和6年）度に不交付団体から交付団体になった団体はない。 

### 特別交付税
- 普通交付税で措置されない個別、緊急の財政需要（地震、台風等自然災害による被害など）に対する財源不足額に見合いの額として算定され交付される。
- 2019年3月22日、総務省はふるさと納税によって多額の寄付金を受けた大阪府泉佐野市、静岡県小山町、和歌山県高野町、佐賀県みやき町の4自治体に対し、当月分の特別交付税を減額することを決定した[6]。

## 普通交付税の算定方法
各地方公共団体に対する普通交付税の額は、下記のとおり算定される（地方交付税法10条2項）。
普通交付税額　＝　基準財政需要額　－　基準財政収入額

基準財政需要額は、標準的な財政需要額として下記のとおり算定される（地方交付税法11条）。
基準財政需要額　＝　単位費用　×　測定単位　×　補正係数
- 単位費用とは、測定単位（例：市道1メートル）当たりの費用をいう。
- 測定単位とは、その地方公共団体における状況（例：市道総延長100キロメートル）をいう。
- 補正係数は、寒冷降雪の状況等に応じた係数（例：降雪地帯は道路に降雪対策が必要なので余計に経費が必要になる等）
- 実際の基準財政需要額の算定に当たっては、地方公共団体の個々の支出項目（道路費等）をそれぞれ算出し、それらを合計する方法を用いている。

基準財政収入額は、標準的な財政収入額として下記のとおり算定される（地方交付税法14条）。
基準財政収入額　＝　標準的な税収入額　＋　特例交付金の一定割合　＋　地方譲与税
- 標準的な税収入額とは、標準税率によって算定された地方公共団体の法定普通税収等の見込額に、基準税率（都道府県、市町村共に75%）を乗じた額である。
- 上記の法定普通税収等の見込額のうち、基準財政収入額に算入されなかった額を留保財源と呼ぶが、これは地方公共団体の税源涵養努力を反映させることや、基準財政需要額が実際の財政需要を完全に捕捉できないこと等を理由として設定される財源である。
- 超過課税の実施等により、標準税率によって算定された地方公共団体の法定普通税収等の見込額と、実際の税収見込額が乖離しても、当該団体の基準財政収入額に影響を与えない。

- 普通交付税の額の算定方法

　普通交付税の額の算定方法は下式のとおりです。「基準財政需要額」、「基準財政収入額」等について以下に解説を加えております。
各団体の普通交付税額　＝　（基準財政需要額　－　基準財政収入額）　＝　財源不足額
基準財政需要額　＝　単位費用（法定）×測定単位（国調人口等）×補正係数（寒冷補正等）
基準財政収入額　＝　標準的税収入見込額　×　基準税率（75％）